# Felixstowe F.5
El Felixstowe F.5 fue un hidrocanoa británico de la Primera Guerra Mundial, diseñado por el Teniente Comandante John Cyril Porte de la Marina Real, en la Estación Experimental de Hidroaviones, Felixstowe.

## Diseño y desarrollo
Porte diseñó un casco mejor para el más grande hidrocanoa Curtiss H-12, resultando en el Felixstowe F.2A, que era muy superior al Curtiss original. Entró en producción y servicio como avión de patrulla. En febrero de 1917 voló el primer prototipo del Felixstowe F.3. Este era más grande y pesado que el F.2, dándole mayor alcance y carga de bombas, pero peor maniobrabilidad. El Felixstowe F.5 fue concebido para combinar las buenas cualidades del F.2 y del F.3, volando el primer prototipo (N90) en noviembre de 1917. El prototipo mostró cualidades superiores a las de sus predecesores, pero la versión de producción fue modificada para hacer un uso extensivo de componentes del F.3, para facilitar la producción, proporcionando inferiores prestaciones que las del F.2A o del F.3.

### Casco Saunders
A S. E. Saunders se le concedió un contrato en 1922 para investigar las ventajas de un casco de madera de tipo túnel en comparación con un casco totalmente metálico construido por Short Brothers.
El nuevo casco ventilado de "fondo hueco" fue patentado por Saunders e instalado en un F.5 (N178), siendo el avión entregado al Establecimiento Aeronaval Experimental en septiembre de 1924; sin embargo, las pruebas duraron poco tiempo y fue desmantelado y desguazado a mitad de 1925. El diseño de Short Brothers probó las ventajas de los casco metálicos.

### Short S.2
En 1924, el Ministerio del Aire invitó a licitar por dos cascos de diseño moderno que adoptaran las alas y las superficies de cola del F.5. Short Brothers presentó una propuesta de un casco totalmente metálico desarrollado desde el Short Silver Streak.
Construido de duraluminio, por entonces un material en gran medida no probado y poco fiable, el avión voló por primera vez el 5 de enero de 1925 y fue entregado al Establecimiento Aeronaval Experimental, en Felixstowe, el 14 de marzo, donde fue objeto de una serie de agotadoras pruebas, incluyendo lanzar el avión al agua, en parado, desde 9 m de altura: el avión soportó todas las pruebas, y, después de un año, una inspección reveló sólo una corrosión despreciable.
Después de eso, todos los hidrocanoas Short fueron de construcción metálica, y otros constructores siguieron la misma práctica tras desarrollar sus propios métodos constructivos. Las pruebas lograron superar la resistencia oficial al uso del duraluminio, y condujeron al encargo del prototipo del Short Singapore (N179).

## Historia operacional
El F.5 no entró en servicio hasta después del final de la Primera Guerra Mundial, pero reemplazó a los anteriores hidrocanoas Felixstowe (junto con las máquinas Curtiss), para servir como el hidrocanoa estándar de la Real Fuerza Aérea (RAF) hasta que fue reemplazado por el Supermarine Southampton en 1925.

## Variantes

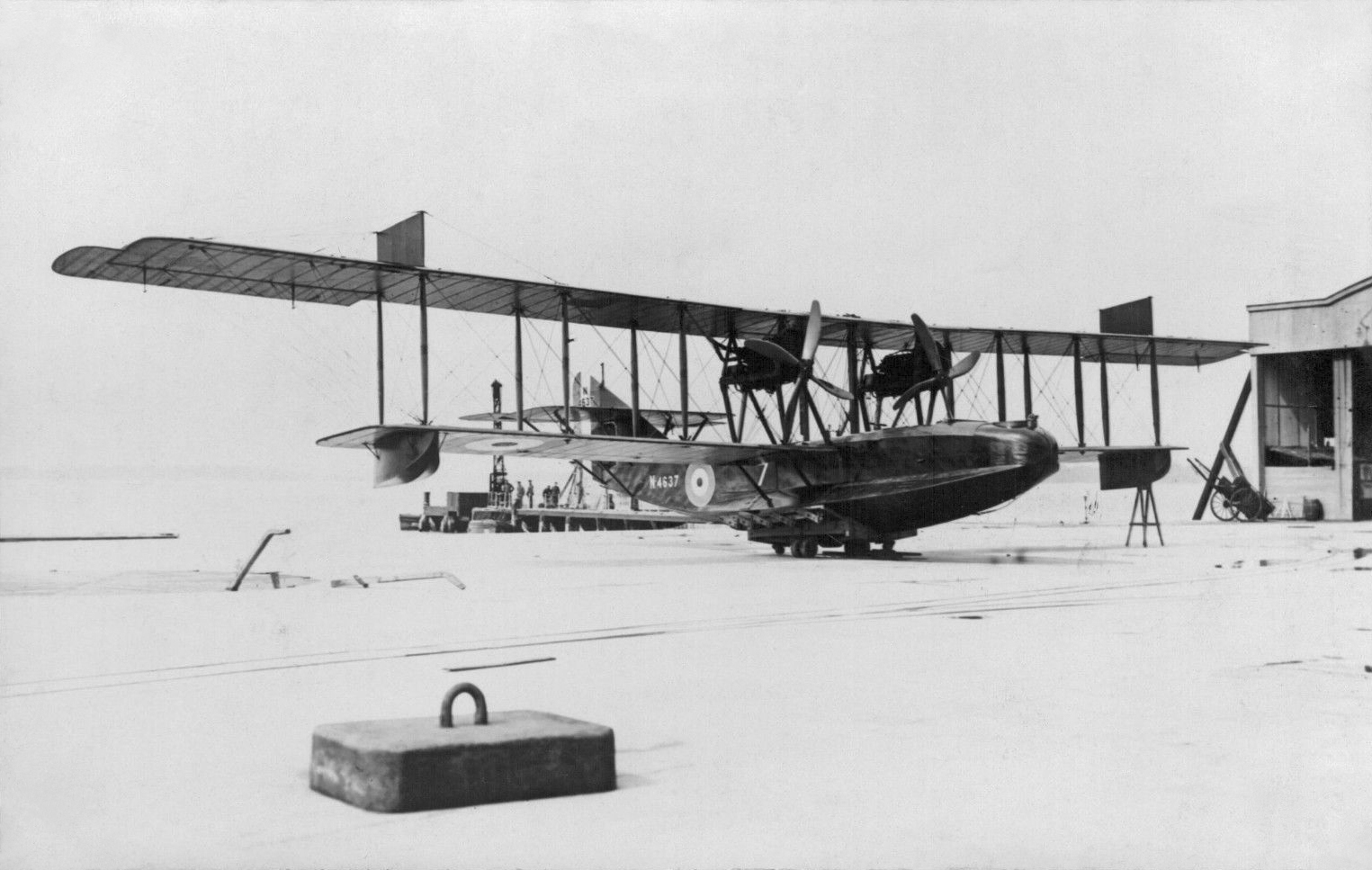
F.5 de la Gosport Aircraft Company en Calshot, octavo de un lote de 50 ejemplares encargados.

N90
Esta fue la matrícula del Ministerio del Aire para el prototipo del Felixstowe F.5, construido por la Estación Experimental de Hidroaviones.
Felixstowe F.5
Variante principal de producción construida por subcontratistas, se diferenciaba del prototipo por el uso de componentes del F.3 para facilitar la fabricación.
Felixstowe F5L
Versión de construcción estadounidense del F.5 con dos motores Liberty; 137 ejemplares construidos por la Naval Aircraft Factory (EUA), 60 por Curtiss Aviation (EUA) y 30 por Canadian Aeroplanes Limited (Canadá).
Gosport Flying Boat
Uno de los diez aviones para la RAF construidos por la Gosport Aircraft Company fue registrado civilmente como Gosport Flying Boat en 1919 para hacer aparición en la Primera Exhibición de Tráfico Aéreo en Ámsterdam, en agosto de 1919.
Gosport Fire Fighter
Versión propuesta del F.5 de 10 asientos, diseñada para llevar hombres y material a la escena de un incendio forestal o una emergencia.
Gosport G5
Versión propuesta civil del F.5 para dos tripulantes y seis pasajeros, o correo, o carga, equipada con dos motores Rolls-Royce Eagle VIII de 365 hp, Napier Lion de 450 o Cosmos Jupiter de 500 hp. Como el Fire Fighter anterior, el G5 podía adaptarse para operar en áreas remotas para localizar incendios forestales y transportar personal y equipo contra incendios.
Gosport G5a
Variante propuesta más pequeña del G5 con 29,72 m de envergadura y 14,02 m de largo, para dos tripulantes y seis pasajeros, con capacidad de carga aumentada.
Aeromarine 75
Versión civil estadounidense del Felixstowe F5L, ocho convertidos por Aeromarine Plane and Motor Company para tres tripulantes, 10-14 pasajeros y correo, equipada con dos motores Liberty 12A. Entró en servicio el 1 de noviembre de 1920.
F.5 de la Armada
Versión japonesa mejorada del F.5, conocida como F.5 de la Armada, usada por la Armada Imperial Japonesa entre 1922 y 1930. El Felixstowe F.5 fue construido bajo licencia inicialmente por el Arsenal Naval de Hiro desde octubre de 1921, continuando Aichi la fabricación hasta 1929.
Hiro H1H
El Arsenal Naval de Hiro produjo su propia versión del F.5 de la Armada, como H1H. La primera versión, Modelo 15 de la Armada, con casco de madera, estaba propulsada por motores tanto Lorraine W-12 como BMW VII; el Modelo 15-1 tenía mayor envergadura, mientras que el 15-2 tenía un casco totalmente metálico y hélices de cuatro palas. Fue retirado en 1938.

## Operadores
Estados Unidos
- Armada de Estados Unidos
- Aeromarine Airways

 Japón (posguerra)
- Servicio Aéreo de la Armada Imperial Japonesa: construido bajo licencia por el Arsenal Naval de Hiro y Aichi.

 Reino Unido
- Real Fuerza Aérea
- Gosport Aircraft and Engineering Company: un F.5 con registro civil.

## Especificaciones (F.5)
Referencia datos: Aircraft of the Royal Air Force

### Características generales
- Tripulación: Cuatro
- Longitud: 15 m (49,2 ft)
- Envergadura: 31,6 m (103,7 ft)
- Altura: 5,7 m (18,7 ft)
- Superficie alar: 131 m² (1410,1 ft²)
- Peso vacío: 4128 kg (9098,1 lb)
- Peso cargado: 5753 kg (12 679,6 lb)
- Planta motriz: 2× motor lineal V12 refrigerado por agua Rolls-Royce Eagle VIII.
  - Potencia: 257 kW (354 HP; 349 CV) cada uno.

### Rendimiento
- Velocidad máxima operativa (Vno): 142 km/h (88 MPH; 77 kt) a 610 m (2000 pies)
- Alcance: 7 horas
- Techo de vuelo: 2073 m (6801 ft)
- Tiempo a altitud: 30 min a 1980 m (6500 pies)

### Armamento
- Ametralladoras: 

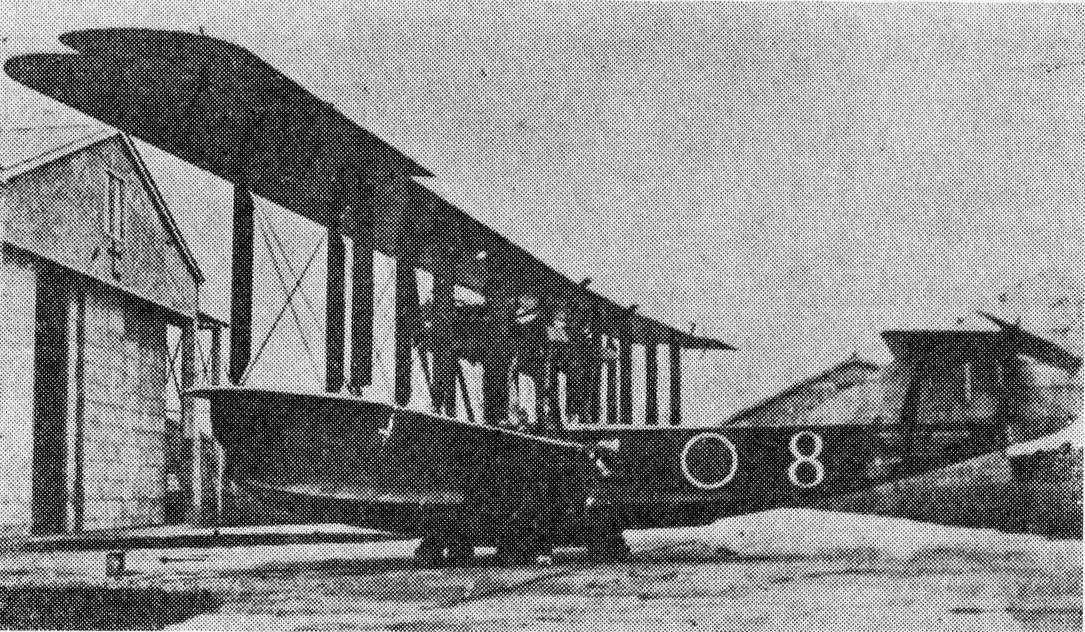
F.5 de la Armada Imperial Japonesa.

  - 4x Lewis (una en el morro, tres a mitad del fuselaje)
- Bombas: Hasta 417 kg bajo las alas

## Aeronaves relacionadas

### Desarrollos relacionados
- Naval Aircraft Factory PN
- Hall PH
- Hiro H1H
- Felixstowe F.2
- Felixstowe F.3
- Felixstowe Fury[6]
- Felixstowe F5L
- Short N.3 Cromarty
- Short Singapore

### Aeronaves similares
- Phoenix P.5 Cork
- Vickers Valentia
- English Electric Kingston
- Supermarine Swan
- Supermarine Southampton
- Saunders A.14

### Secuencias de designación
- Secuencia F._ (interna de Felixstowe): ← F.2 - F.3 - F.4 - F.5 - F5L